# Saranac Lake
Saranac Lake es una villa ubicada en los condados de Essex y Franklin en el estado estadounidense de Nueva York. En el año 2000 tenía una población de 5,041 habitantes y una densidad poblacional de 471 personas por km².

## Geografía
Saranac Lake se encuentra ubicada en las coordenadas 44°19′34″N 74°7′51″O / 44.32611, -74.13083.

## Demografía
Según la Oficina del Censo en 2000 los ingresos medios por hogar en la localidad eran de $29,754, y los ingresos medios por familia eran $42,153. Los hombres tenían unos ingresos medios de $32,188 frente a los $24,759  para las mujeres. La renta per cápita para la localidad era de $17,590. Alrededor del 13.8% de la población estaban por debajo del umbral de pobreza.